# Borzęcino

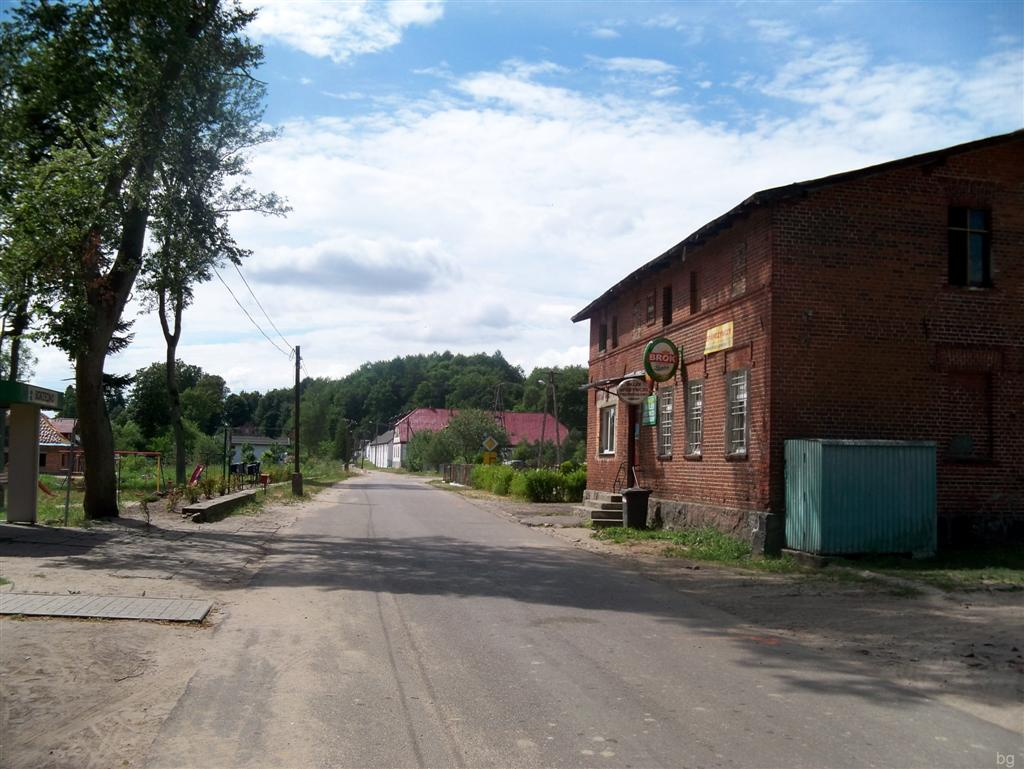
Vy från Borzęcino.

Borzęcino (tyska Borntin) är en by i Barwices kommun i Västpommerns vojvodskap i nordvästra Polen. Före 1945 tillhörde Borzęcino Tyskland.

## Personer från Borzęcino
- Karl Decker (1897–1945), tysk general